# Paquimé
Paquimé je suvremeni naziv pretkolumbovskog arheološkog naselja Mogollon kulture u općini Casas Grandes (šp. za „Velike kuće”), u današnjoj sjeverozapadnoj meksičkoj saveznoj državi Chihuahua. Ono se smatra najvažnijim naseljem ovog bogatog arheološkog područja u središtu prostrane plodne ravnice rijeke San Miguel, oko 35 km južno od Janosa i 150 km sjeverozapadno od glavnog grada pokrajine, Chihuahue.
Paquimé je dosegnuo vrhunac u 14. i 15. stoljeću kada je odigrao ključnu ulogu u trgovini i kulturnim kontaktima Hohokam i Pueblo kultura na jugozapadu SAD-a i sjevernog Meksika s naprednijim srednjoameričkim civilizacijama. 
Njegove prostrane ruševine, koje su samo djelomice istražene, su jasan dokaz vitalne kulture koja se fizički i gospodarski prilagodila svom okolišu, ali koja je tajanstveno nestala u vrijeme španjolskog osvajanja Amerike, zbog čega je Paquimé upisan na UNESCO-ov popis mjesta svjetske baštine u Sjevernoj Americi 1998. godine.

## Povijest
Oko 300. pr. Kr. ovo plodno područje su naselili pripadnici Mogollon kulture, izgradivši nekoliko manjih naselja. Nekad između 1130. i 1300. godine dvadesetak tih naselja, svako sa svojim sredipnjim trgom i obzidom, je nastalo na mjestu Paquiméa. Ona su se u 14. stoljeću tijekom velike obnove spojila u veliko naselje višekatnica s oko 2.500 stanovnika. Pretpostavlja se da je početkom 15. stoljeća tu živjelo oko 10.000 stanovnika, što ga čini najvećim predurbanim središtem Sjeverne Amerike.
U Paquiméu su specijalizirani obrtnici proizvodili brončane pojaseve i ukrase, perle od morskih školjaka, te raskošnu i raznoliku lončariju. Paquimé lončarija je originalna svojom svijetlom i crvenkastom površinom s plavim, crvenim i crnim ukrasima, a danas se smatra da su ti predmeti veće kvalitete od onih koji se danas prave na ovom području. Ceremonijalne posude su često oblikovane u obliku ljudskih figura. Ovi proizvodi su se prometovali velikom i razvijenom trgovačkom mrežom, te su pronađeni na sjeveru do Novog Meksika i Arizone, te na jugu na području cijelog sjevernog Meksika. Slične mogollonske ruševine se nalaze u mjestima Gila i Salinas u Novom Meksiku, te u Coloradu u SAD-u.
Španjolci su u 16. stoljeću cijelom ovom području nametnuli duštvenu i gospodarsku strukturu euroopskog modela u kojemu nije bilo mjesta mjesta za Paquimé. Konačan udarac malobrojnom preostalom poljoprivednom stanovništvu dogodio se u 17. stoljeću kada su ih kolonijalisti potpuno protjerali.

## Odlike
Ovo veliko naselje s oko 2.000 prostorija se odlikuje kamenim platformama, svetištima na humcima, trgovištem, velikim loptalištem u obliku slova  i kompliciranim zajedničkim sustavom navodnjavanja, podzemnim vodovodom i kanalizacijom.
Ruševine su izgrađene od adobea sušenog na suncu i oblikovanog u blokove duge 91 cm. Debeli zidovi su ožbukani s obje strane, a osnovna višekatna građevina, tzv. „Kuća zmije”,  promjera 240 (sjever-jug) sa 76 metara (istok-zapad), je uglavnom pravokutna oko tri dvorišta okružena s 22 manje stambene prostorije. Stambeni prostori, su bili kvadratne, kružne ili polukružne zemunice od adobea, i bile su različitih veličina, od veličina ormara do prostranih stanova, kao npr. „Kuća pećnica”. Visina zidina na nekim kutovima je bila do 15 m, što navodi na zaključak da su te građevine imale šest ili sedam katova. Ruševine skupine građevina udaljenih 140 m od središta čini 7 pravilnih stambenih kvadratičnih prostorija na svakoj strani velikog kvadratičnog dvorišta s većim stanom na svakom kutu.
Iskapanjima su pronađeni razni neobični predmeti kao što je veliki meteorit, pažljivo zamotan u lanenu krpu, oklopi školjaka, te kosturi 122 ptice i drvenih klupa, što je dovelo do zaključka kako su se tu uzgajale Crveno-modre are koje su bile jako važne u nekim srednjoameričkim obredima.
- Brojne stambene ćelije Paquiméa
- Igralište za loptanje (nahuatl: tlachtli)
- Jedan stan s karakterističnim ulazom
- Paquimé vrč s čestim motivom rogate zmije, Art Institute of Chicago, SAD
- Antropomorfna posuda u Muzeju sveučilišta Stanford

## Vanjske poveznice
- History and photos of Paquimé (engl.)